# Aeropuerto de Ísafjörður
El Aeropuerto de Ísafjörður (en islandés: Ísafjarðarflugvöllur) (IATA: IFJ, OACI: BIIS) es un aeropuerto que presta servicio a Ísafjörður, en la región de Vestfirðir, Islandia.

## Instalaciones
El aeropuerto se encuentra a una altitud de 2 m sobre el nivel del mar. Tiene una sola pista de designación 08/26 con una longitud de 1400 m.

## Aerolíneas y destinos
| Aerolíneas  | Destinos  |
| ----------- | --------- |
| Air Iceland | Reykjavík |

## Estadísticas
Ver fuente y consulta Wikidata.